# Ajjávari

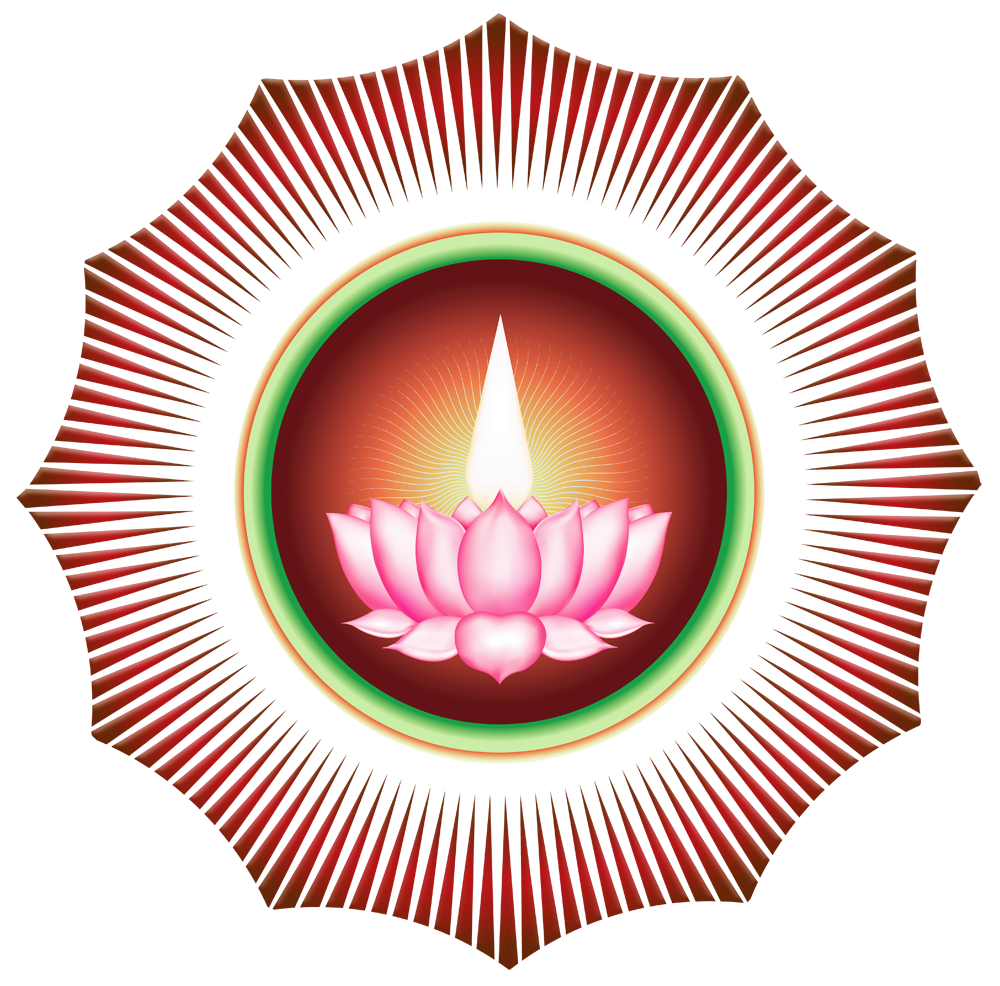
symbol kultu

Ajjávari je kult, který se rozvinul v jižní Indii, a který se vnímá buď jako samostatné náboženství, nebo jako součást hinduismu, případně se považuje za hinduistickou sektu. Jak bývá v Indii typické, je to náboženský systém henoteistický a monolatrický. Je rozšířen zejména mezi Tamily. Vychází z učení Ajjá Vaikundara (žil 1833–1851 v Travankúru), který se považoval za vtělení Purušy. Ten sepsal dva posvátné texty kultu: Akilathirattu Ammanai (zvaný též Akilam) a Arul Nool. Od hlavního proudu hinduismu se ajjávaristé odklonili především učením o dobru a zlu a maximálním soustředěním na koncept dharmy. Vznik kultu v 19. století souvisel i s politickými pohyby v Kérale, zejm. s reformním hnutím vedeným Narajana Guruem. Počet vyznavačů kultu se odhaduje na 8–10 milionů, může však být i vyšší, neboť řada jeho příznivců se při sčítání lidu označuje za hinduisty. Symbolem kultu je lotos, z něhož vychází plamen (tzv. thirunamam). Teologie hnutí je založena na pojmu Ekam (v překladu asi Jedno), který označuje nejvyšší vědomí, z něhož vše vzešlo a vše se snaží znovu se do něho navrátit, ale brání mu v tom zlo symbolizované bohyní Kálí a májá. Jakmile věřící porazí Kálí a rozbije iluzi světa máju, splyne znovu s Ekam a dosáhne nejvyšší blaženosti. Uctíván je ale i zakladatel Vaikundar jako vtělení Ekamu a ten, jehož příchod zahajuje novou éru, v níž Vaikundar reprezentuje to, co v éře předchozí Višnu a té předcházející Šiva. Vaikundar je tedy bohem, věřící mu důvěrně říkají ajjá (tedy otec). Hnutí má tradičně i svou sociální doktrínu, která zdůrazňuje rovnost lidí a boj proti diskriminaci, což značí především odpor k tradičnímu indickému kastovnímu systému.